# Cliffortia hirsuta
Cliffortia hirsuta là loài thực vật có hoa trong họ Hoa hồng. Loài này được Eckl. & Zeyh. mô tả khoa học đầu tiên.